# عدم تحمل الحر
عدم تحمل الحر هو أحد الأعراض التي يُخبر عنها الأشخاص الذين يشعرون بعدم الارتياح في الأجواء الحارة. عادةً ما يكون الشخص حارًا بشكل غير مريح ويتعرق بشكل مفرط. 
مقارنةً بأمراض الحرارة مثل ضربة الشمس، عادةً ما يكون عدم تحمل الحرارة أحد أعراض اضطرابات الغدد الصماء أو المخدرات أو غيرها من الحالات الطبية ، وليس نتيجة ممارسة الكثير من التمارين أو التعرض للطقس الحار الرطب لفترات طويلة. 

## الأعراض
- شعور بالحرارة ذاتي
- التعرق، والذي قد يكون مفرط.

في المرضى الذين يعانون من مرض التصلب المتعدد (MS) ، قد يؤدي عدم تحمل الحرارة إلى التفاقم الكاذب للحالة، وهو ما يؤدي إلى تفاقم الأعراض المرتبطة بالتصلب المتعدد مؤقتاً. يمكن أن يحدث تفاقم مؤقت للأعراض في المرضى الذين يعانون من متلازمة تسرع القلب الانتصابي (POTS) وخلل التوتر العضلي . 

## التشخيص
يتم التشخيص إلى حد كبير عبر التاريخ المرضي ، تليها اختبارات الدم وغيرها من الفحوصات الطبية لتحديد السبب الأساسي.  يجب استبعاد الهبات الساخنة في النساء. 

## الأسباب
تُعَد الزيادة في هرمون الغدة الدرقية؛ والذي يُسمّى التسمم الدرقي ،  السبب الأكثر شيوعًا لعدم تحمل الحر. 
الأسباب الأخرى تشمل: 
- الأمفيتامينات إلى جانب أنواع أخرى من الأدوية المنشطة، مثل مثبطات الشهية.
- مضادات الكولين وغيرها من الأدوية التي يمكن أن تعطل التعرق.
- الكافيين
- انقطاع الطمث
- التصلب المتعدد
- ألم العضل الليفي
- داء السكري
- أورام المهاد [1]
- علاج الميثادون
- خلل النطق [2]
- متلازمة تسرع القلب الانتصابي (POTS)
- اضطراب التكامل الحسي.

## العلاج
يهدف العلاج إلى جعل الشخص المصاب يشعر بمزيد من الراحة ، وحل السبب الأساسي لعدم تحمل الحرارة إذا أمكن. 
يمكن تقليل الأعراض من خلال البقاء في بيئة باردة. وقد يساعد شرب المزيد من السوائل في تقليل الحرارة، خاصةً إذا كان الشخص يتعرق بشكل مفرط. يمكن استخدام سترات التبريد كأداة وقائية لتقليل درجة حرارة جسم الشخص أو عندما تظهر الأعراض للشعور براحة أكبر.   